# Démographie du Paraguay
Cet article contient des statistiques sur la démographie au Paraguay.

## Évolution de la population

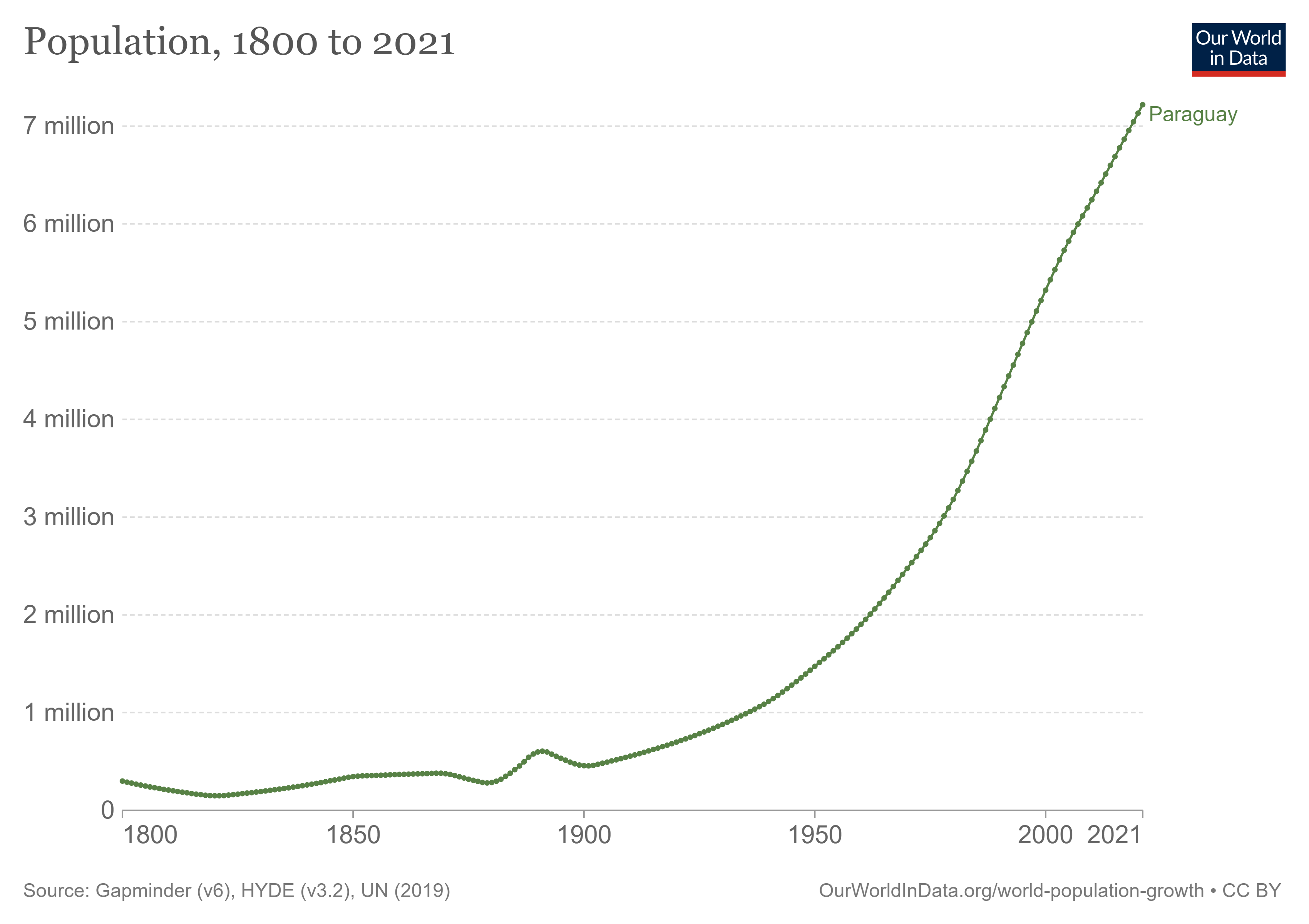
Évolution démographique

|      | Population (x 1000) | Âgée de 0 à 14 ans (%) | Âgée de 15 à 64 ans (%) | Âgée de plus de 65 ans (%) |
| ---- | ------------------- | ---------------------- | ----------------------- | -------------------------- |
| 1950 | 1 473               | 47,0                   | 50,1                    | 2,9                        |
| 1955 | 1 674               | 47,5                   | 49,5                    | 3,0                        |
| 1960 | 1 906               | 47,8                   | 49,0                    | 3,2                        |
| 1965 | 2 176               | 47,5                   | 49,2                    | 3,3                        |
| 1970 | 2 483               | 46,1                   | 50,4                    | 3,5                        |
| 1975 | 2 802               | 44,1                   | 52,3                    | 3,6                        |
| 1980 | 3 195               | 42,5                   | 53,8                    | 3,8                        |
| 1985 | 3 698               | 41,6                   | 54,5                    | 3,9                        |
| 1990 | 4 244               | 41,4                   | 54,6                    | 4,0                        |
| 1995 | 4 795               | 40,3                   | 55,4                    | 4,3                        |
| 2000 | 5 344               | 38,2                   | 57,5                    | 4,4                        |
| 2005 | 5 898               | 35,8                   | 59,5                    | 4,7                        |
| 2010 | 6 455               | 33,5                   | 61,4                    | 5,1                        |

## Principales statistiques démographiques
| Période   | Naissances annuelles | Décès annuels | Changement naturel annuel | Taux de natalité (‰) | Taux de mortalité (‰) | Taux de changement naturel (‰) | Taux de fécondité | Taux de mortalité infantile (‰) | Espérance de vie | Espérance de vie Hommes | Espérance de vie Femmes |
| --------- | -------------------- | ------------- | ------------------------- | -------------------- | --------------------- | ------------------------------ | ----------------- | ------------------------------- | ---------------- | ----------------------- | ----------------------- |
| 1950-1955 | 70 000               | 14 000        | 56 000                    | 44,3                 | 8,9                   | 35,4                           | 6,50              | 73                              | 62,6             | 60,5                    | 64,6                    |
| 1955-1960 | 76 000               | 15 000        | 61 000                    | 42,7                 | 8,6                   | 34,1                           | 6,50              | 70                              | 63,2             | 61,1                    | 65,1                    |
| 1960-1965 | 84 000               | 16 000        | 68 000                    | 41,3                 | 8,0                   | 33,3                           | 6,45              | 62                              | 64,3             | 62,3                    | 66,3                    |
| 1965-1970 | 92 000               | 18 000        | 74 000                    | 39,5                 | 7,6                   | 31,8                           | 6,15              | 59                              | 65,0             | 63,0                    | 66,9                    |
| 1970-1975 | 94 000               | 19 000        | 75 000                    | 35,6                 | 7,1                   | 28,6                           | 5,35              | 53                              | 65,9             | 63,7                    | 68,0                    |
| 1975-1980 | 108 000              | 21 000        | 87 000                    | 36,1                 | 6,9                   | 29,2                           | 5,20              | 51                              | 66,5             | 64,3                    | 68,7                    |
| 1980-1985 | 129 000              | 24 000        | 105 000                   | 37,3                 | 6,8                   | 30,4                           | 5,20              | 49                              | 67,0             | 64,9                    | 69,3                    |
| 1985-1990 | 139 000              | 26 000        | 113 000                   | 34,9                 | 6,6                   | 28,3                           | 4,77              | 47                              | 67,6             | 65,4                    | 69,9                    |
| 1990-1995 | 145 000              | 28 000        | 117 000                   | 32,0                 | 6,2                   | 25,8                           | 4,31              | 43                              | 68,5             | 66,3                    | 70,8                    |
| 1995-2000 | 148 000              | 30 000        | 118 000                   | 29,3                 | 5,9                   | 23,3                           | 3,88              | 39                              | 69,4             | 67,2                    | 71,7                    |
| 2000-2005 | 151 000              | 32 000        | 119 000                   | 26,9                 | 5,6                   | 21,3                           | 3,48              | 36                              | 70,7             | 68,7                    | 72,9                    |
| 2005-2010 | 153 000              | 34 000        | 119 000                   | 24,8                 | 5,5                   | 19,3                           | 3,08              | 32                              | 71,7             | 69,7                    | 73,9                    |

## Histoire
La version espagnole de l'article est à consulter pour le très bon aperçu de l'évolution des populations avant 1950.

## Articles connexes

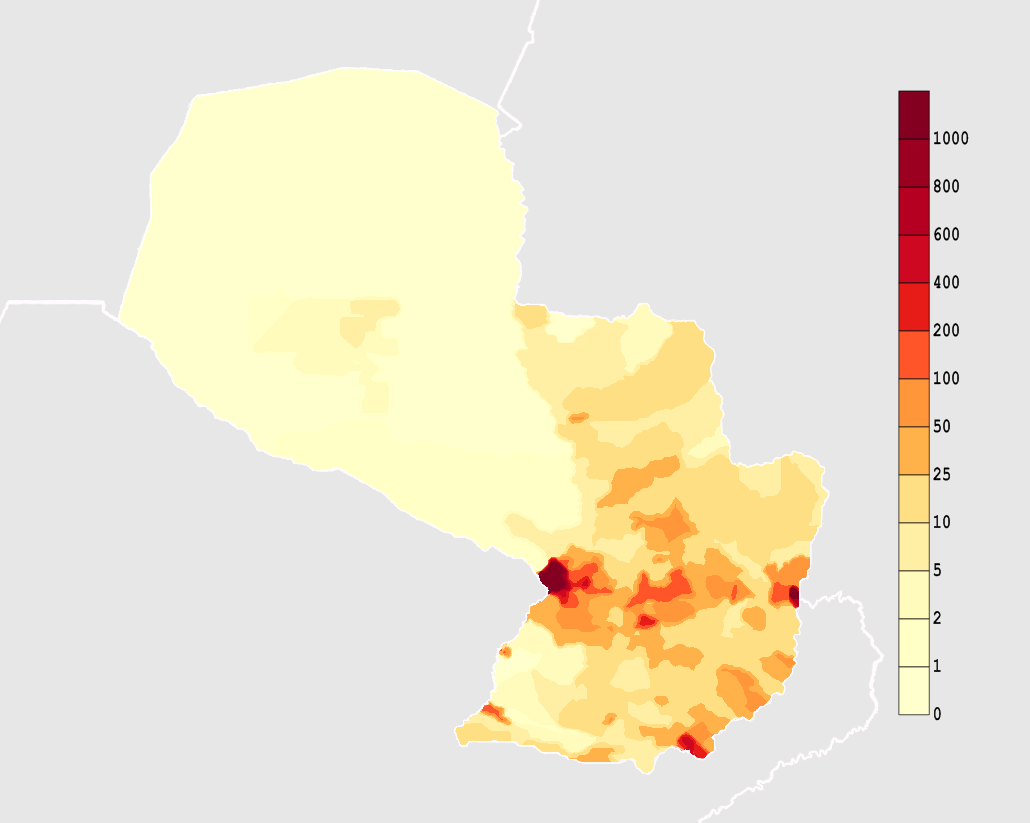
Carte de la densité de population au Paraguay.